# جایزه نوبل
جایزهٔ نوبل معتبرترین جایزه‌ای است که در حوزه‌های علمی به یک دانشمند تعلق می‌گیرد. جایزهٔ نوبل در سال ۱۸۹۵، به وصیت کارخانه‌دار و شیمی‌دان سوئدی، آلفرد نوبل که بیشتر او را به دلیل ابداع دینامیت می‌شناسند، پایه‌گذاری شد.‌
در سال ۱۹۰۱ (میلادی)، نخستین جوایز این بنیاد داده شدند. طبق وصیت وی، پنج جایزه سالانه در رشته‌های فیزیک، شیمی، فیزیولوژی و پزشکی، ادبیات، اقتصاد و صلح به افرادی تعلق می‌گیرد که بیشترین خدمت را به مردم کرده باشند.
اگرچه وصیت‌نامهٔ نوبل بنیان‌گذار این جوایز بود اما طرح او کامل نبود و به‌دلیل پاره‌ای موانع ۵ سال طول کشید تا بنیاد نوبل تأسیس شود.
همچنین در ۱۰ دسامبر سال ۱۹۰۱ نخستین جوایز نوبل اهدا شد.
ششمین جایزه یعنی جایزهٔ یادبود نوبل علوم اقتصادی نیز در سال ۱۹۶۸ میلادی، توسط بانک مرکزی سوئد پایه‌گذاری شد که البته در لیست جوایز مرتبط با بنیاد نوبل جایگاهی ندارد زیرا آلفرد طبق وصیت وی بخاطر سود مالی جایزه‌ای در نظر گرفته نشده است.
نقدهای زیادی نسبت به نبود جایزه‌ای در رشتهٔ ریاضیات وجود دارد. دلیل آن با استناد به وصیت‌نامهٔ نوبل این است که جوایز به کسانی تعلق می‌گیرد که با استفاده از تئوری و پژوهش‌هایِ خود به خَلق و مردم خدمت کرده باشند اما رشتهٔ ریاضیات به‌طور مستقیم خدمتی به مردم ارائه نمی‌کند.
در سال ۱۹۶۸ بانک مرکزی سوئد (Sveriges Riksbank) جایزهٔ یادبود نوبل علوم اقتصادی را به یاد آلفرد نوبل پایه‌گذاری کرد. اساس این جایزه کمک‌های مالی بانک مرکزی سوئد به مناسبت سیصدمین سالگرد تأسیس بانک به بنیاد نوبل در سال ۱۹۶۸ است. اولین جوایز نوبل علوم اقتصاد در سال ۱۹۶۹ به راگنار فریش و یان تینبرگن اهدا شد. اعطای جایزهٔ نوبل علوم اقتصاد توسط فرهنگستان پادشاهی علوم سوئد (در استکهلم، سوئد) و طبق همان اصولی که برای جوایز نوبل از سال ۱۹۰۱ وجود داشته، انجام می‌شود. با این حال، این جایزه جزء جوایز نوبل به حساب نمی‌آید؛ از آن‌جا که بخشی از جوایز پنج‌گانه نوبل که بر پایهٔ وصیت آلفرد نوبل در سال ۱۸۹۵ پایه‌گذاری شد، نیست.
فرهنگستان پادشاهی علوم سوئد، اهداء جایزهٔ نوبل شیمی، جایزهٔ نوبل فیزیک و جایزهٔ یادبود نوبل علوم اقتصاد بانک مرکزی سوئد را بر عهده دارد؛ اعطاء جوایز نوبل فیزیولوژی و پزشکی بر عهدهٔ مجمع نوبل در مؤسسهٔ کارولینسکای سوئد می‌باشد؛ آکادمی سوئد جایزهٔ نوبل ادبیات را اعطا می‌کند و هیئت نوبل نروژ جایزهٔ صلح نوبل را اهدا می‌کند.
بین سال‌های ۱۹۰۱ و ۲۰۱۹، جوایز نوبل (و جوایز نوبل علوم اقتصاد از سال ۱۹۶۹ به بعد) ۵۹۷ بار به ۹۵۰ شخص و سازمان اعطا شد؛ که برخی از افراد بیش از یک بار جایزه گرفتند. در مجموع این تعداد شامل ۲۷ سازمان و ۹۰۸ شخص مجزا می‌شود. مراسم اهدای جوایز نوبل سالانه در استکهلم سوئد برگزار می‌شود (به استثنای مراسم جایزهٔ صلح نوبل، که در شهر اُسلو در کشور نروژ برگزار می‌شود). هر برنده (معروف به جایزه‌دار)، مدال طلا، لوح و مبلغی پول به تصمیم بنیاد نوبل دریافت می‌کند. (از سال ۲۰۲۰، هر جایزه به مبلغ ۹٬۰۰۰٬۰۰۰ کرون، یا ۹۳۵٬۳۶۶ دلار آمریکا، ۸۴۸٬۶۷۸ یورو، یا ۷۱۶٬۲۲۴ پوند ارزش دارد) مدال‌های جایزهٔ نوبل تا پیش از سال ۱۹۸۰ میلادی با طلای ۲۳ عیار ساخته می‌شدند و از آن سال به بعد در ساخت آنها از الکتروم ۱۸ عیار به همراه روکش طلای ۲۴ عیار استفاده شد.
این جایزه پس از مرگ افراد اهدا نمی‌شود. اما اگر شخصی برنده شود و قبل از دریافت جوایز فوت کند، باز ممکن است جایزه اعطا شود. جوایز در بین افراد بیش از سه نفر تقسیم نمی‌شود، درحالی‌که جایزهٔ صلح نوبل را می‌توان به سازمان‌های دارای افراد بیش از سه نفر اهدا کرد.

## تاریخچه
آلفرد نوبل شیمیدان، مهندس و مخترع بود که در ۲۱ اکتبر ۱۸۳۳ در شهر استکهلم پایتخت کشور سوئد، در خانواده‌ای که بیشتر اعضای آن مهندس بودند چشم به جهان گشود. در سال ۱۸۹۴، نوبل کارخانه ذوب آهن بوفورز (Bofors) را خریداری کرد که به یکی از بزرگ‌ترین کارخانه‌های صنایع نظامی تبدیل شد. اختراع دیگر نوبل باروت بی‌دود بالستیت است که این اختراع پیشرانه بسیاری از مواد منفجره نظامی بدون دود، به ویژه باروت کوردیت بی‌دود انگلیسی بود. در نتیجهٔ ادعاهای ثبت اختراع خود، نوبل سرانجام درگیر دعوی نقض حق ثبت اختراع در مورد کوردیت شد. نوبل در طول زندگی خود ثروت هنگفتی را به‌دست‌آورد، بیشتر ثروت وی از ۳۵۵ اختراع او حاصل شد که دینامیت مشهورترین آنهاست.
در سال ۱۸۸۸، نوبل پس از خواندن آگهی ترحیم خود در یک روزنامه فرانسوی، با عنوان تاجر مرگ مرده است، مات و مبهوت ماند. در واقع این برادر آلفرد، لودویگ بود که فوت شده بود. آگهی ترحیم، هشت سال زودتر چاپ شده بود. آگهی، نوبل را مشوش کرد و باعث نگرانی او این دربارهٔ شد که بعد از مرگ، از او چگونه یاد خواهد شد. این موضوع به او الهام داد تا وصیت خود را تغییر دهد. روز ۱۰ دسامبر ۱۸۹۶، آلفرد نوبل در ۶۳ سالگی در ویلای خود در شهر سن ریمو کشور ایتالیا بر اثر خونریزی مغزی درگذشت.
نوبل در طول زندگی خود چندین وصیت‌نامه نوشت. او وصیت نامه نهایی خود را یک سال قبل از مرگش در تاریخ ۲۷ نوامبر سال ۱۸۹۵در باشگاه سوئد-نروژ پاریس امضا کرد. در کمال تعجب، در آخرین وصیت نوبل مشخص شده است که از ثروت او برای اعطای جوایز به افرادی که در سال‌های آینده در رشته‌های فیزیک، شیمی، فیزیولوژی یا پزشکی، ادبیات و صلح برای بشریت بهترین بهره‌ها را به ارمغان می‌آورند، استفاده شود. نوبل ۹۴ درصد از کل ثروت خود، یعنی ۳۱ میلیون کرون (حدودا ۱۸۶ میلیون دلار آمریکا، یا ۱۵۰ میلیون یورو در سال ۲۰۰۸)، را به پایه‌گذاری اهدای پنج جایزهٔ نوبل اختصاص داد. به دلیل وجود شک و تردید پیرامون وصیت‌نامه، استورتینگ (قوه مقننه عالی کشور نروژ) تا تاریخ ۲۶ آوریل ۱۸۹۷ آن را تصویب نکرد. مجریان وصیت نامه، راگنار سولمان و رادولف لیلیِکوئیست، بنیاد نوبل را تشکیل دادند تا از ثروت نوبل محافظت کرده و مراسم اعطای جوایز را بنیان‌گذاری کنند.

طبق دستورالعمل‌های نوبل، هیئت نوبل نروژ برای اعطای جایزه صلح تأسیس شد که اعضای آن اندکی پس از تأیید وصیت نامه در آوریل ۱۸۹۷ مشخص شدند. پس از آن، به زودی، دیگر سازمان‌های اهدا کننده جوایز تعیین شدند. در ۷ ژوئن مؤسسه کارولینسکا، ۹ ژوئن آکادمی سوئد و در ۱۱ ژوئن فرهنگستان پادشاهی علوم سوئد معرفی شدند. بنیاد نوبل در مورد آیین‌نامه نحوه اعطای جوایز به توافق رسید و در سال ۱۹۰۰، اساسنامه تازه نوشته شده بنیاد نوبل توسط پادشاه اسکار دوم اعلان شد. در سال ۱۹۰۵، اتحادیه خصوصی بین سوئد و نروژ منحل شد. 

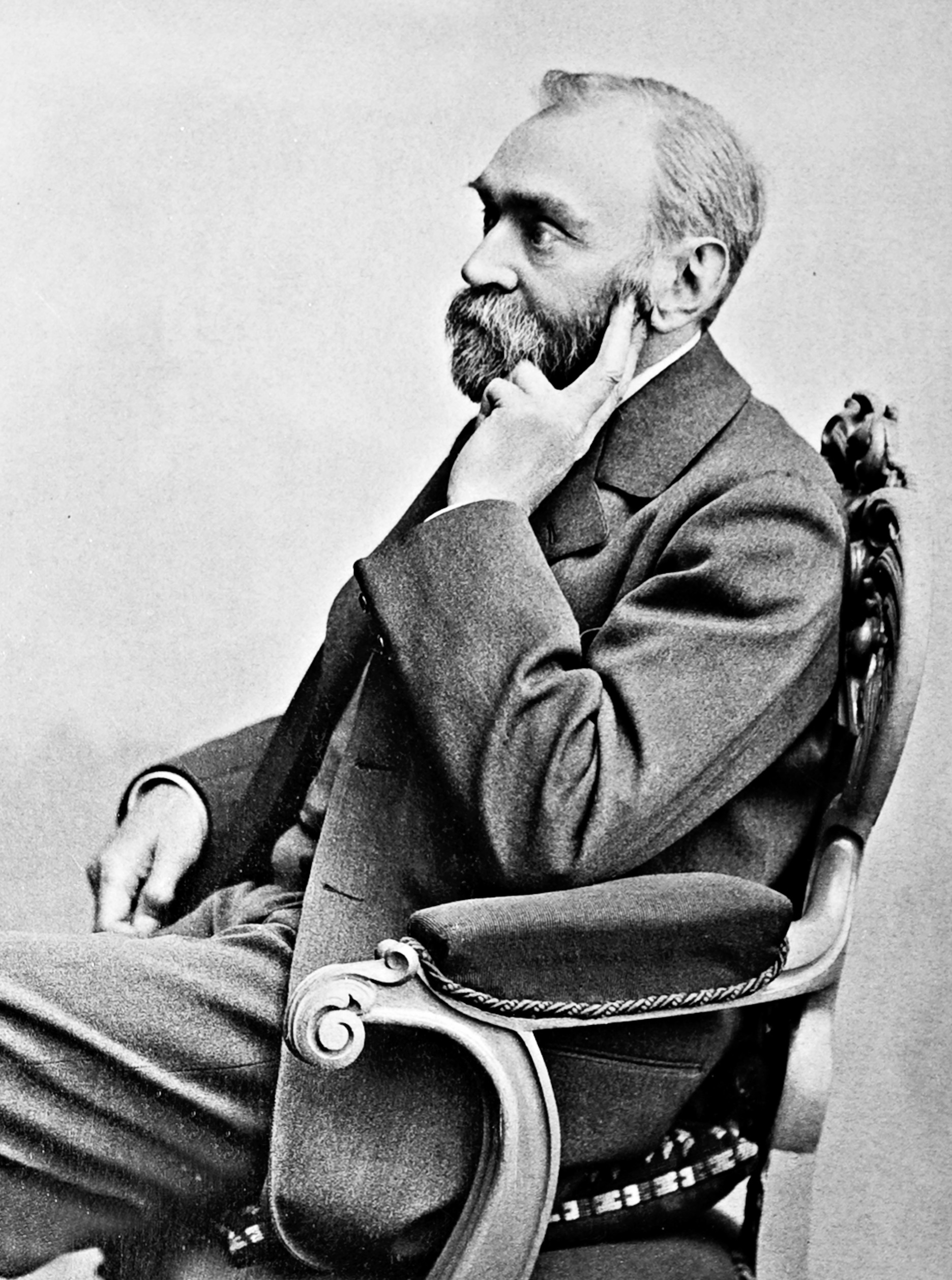
آلفرد نوبل

## هیئت‌های مخصوص
چهار هیئت مخصوص اعطاء جایزه که تحت اساسنامه بنیاد نوبل فعالیت می‌کنند عبارت‌اند از:

### فیزیک و شیمی
فرهنگستان پادشاهی علوم سوئد که وظیفه انتخاب برنده جایزه نوبل در رشته‌های فیزیک و شیمی را برعهده دارد.

### اقتصاد
فرهنگستان پادشاهی علوم سوئد وظیفه انتخاب برنده «جایزه علوم اقتصادی بانک مرکزی سوئد به یاد آلفرد نوبل» که به جایزه نوبل اقتصاد شناخته می‌شود را نیز برعهده دارد.

### ادبیات
کمیته نوبل ادبیات، آکادمی سوئد وظیفه انتخاب برنده جایزه نوبل ادبیات را برعهده دارد.

### فیزیولوژی و پزشکی
انستیتوی کارولینسکا وظیفه گزینش برنده جایزه نوبل در رشته فیزیولوژی و پزشکی را برعهده دارد.

### صلح
کمیته نوبل نروژ وابسته به استورتینگ (پارلمان نروژ) (برای جایزه صلح).

## کمیته‌های تخصصی
ضمناً پنج کمیته نوبل (از جمله کمیته نروژی برای جایزه صلح) برای توزیع یکی از جوایز مطالعه می‌کنند. به‌علاوه چهار مؤسسه نوبل هر یک برای یکی از چهار جایزه نام‌برده فعالیت می‌کنند.

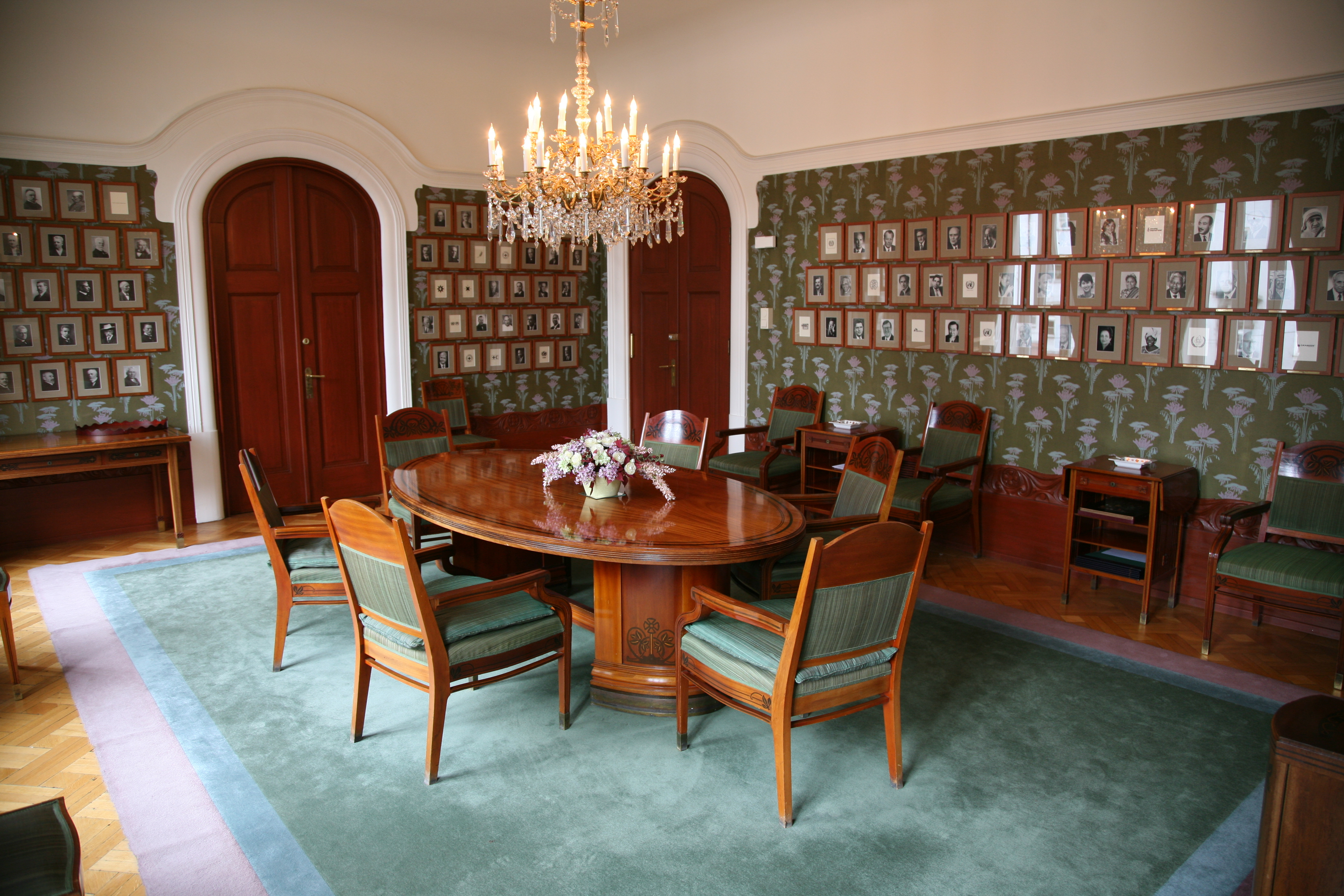
اتاق کمیته نوبل نروژ

کمیته‌های پنجگانه نوبل هریک سه تا پنج عضو دارند که توسط هیئت مربوط تعیین می‌شوند. کسی نمی‌تواند خود را نامزد دریافت جایزه نوبل کند. کسانی‌که می‌توانند معرف نامزدهای جوائز نوبل باشند:
- برندگان سابق جوائز نوبل (در رشته مخصوص خود)
- اعضاء هیئت اعطاء جوایز و اعضاء کمیته‌های نوبل (در رشته مخصوص خود)
- استادان برجسته دانشگاه و آن‌هایی که توسط اعطاء کنندگان جوایز انتخاب می‌شوند.
- ناشر اثر نامزد. (در مورد ادبیات)
- اعضاء پاره‌ای از سازمان‌های پارلمانی یا حقوقی بین‌المللی (برای جایزه صلح)
- اعضاء پارلمان‌ها و کابینه‌ها (برای جایزه صلح).

## چگونگی انتخاب برنده
در آغاز، کسانی که صلاحیت معرفی نامزد دارند فهرست نامزدهای خود را تا تاریخ یکم فوریه همان سال میلادی ارائه می‌دهند. البته، اعضای کمیته نوبل خود زمان بیشتری برای معرفی نامزدهای خود دارند. سپس کمیته نوبل نروژ با بررسی فهرست نامزدها و فهرست کوتاه‌تری شامل ۲۰ تا ۳۰ نفر از میان آن‌ها انتخاب می‌کند. در گام بعد گروهی از مشاوران نروژی و بین‌المللی گزارش‌هایی دربارهٔ نامزدهای لیست نهایی ارائه می‌دهند که اعضای کمیته نروژی با استفاده از این گزارش‌ها و دیگر مستندات تعداد نامزدها را به چند نفر می‌رسانند.
تصمیم دربارهٔ برنده نهایی در آخرین جلسه کمیته گرفته می‌شود که معمولاً در اواخر ماه سپتامبر یا اوایل اکتبر برگزار می‌شود. اگر اعضا به اجماع نرسند، رأی اکثریت به حساب می‌آید.

## جشن‌های اهدای جوایز

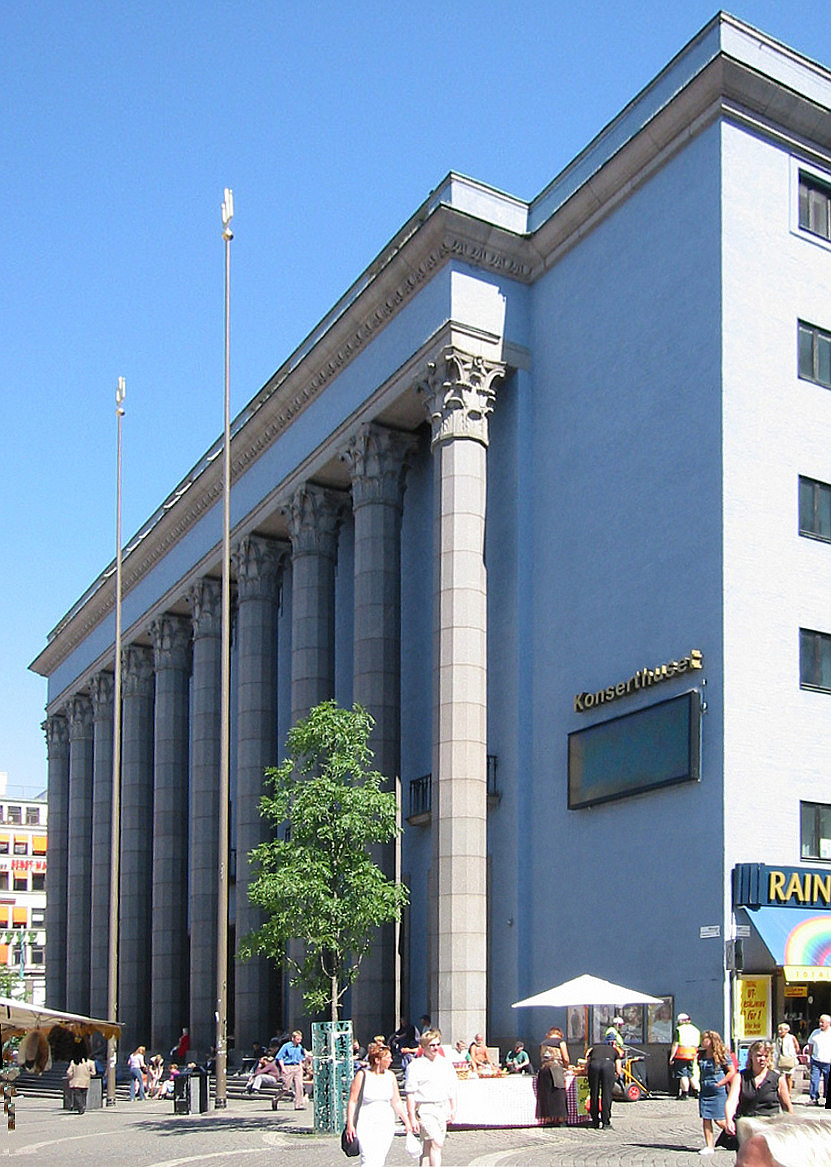
تالار کنسرت استکهلم که هرساله جشن‌های اهدای جوایز نوبل در آن برگزار می‌شود.

کمیته‌ها و مؤسساتی که جزو هیئت انتخاب جوایز هستند، اغلب نام برندگان را در ماه اکتبر اعلام می‌کنند. این جوایز در یک مراسم رسمی که در ۱۰ دسامبر، یعنی سالگرد درگذشت آلفرد نوبل برگزار می‌شود، به برندگان اهدا می‌شود.
مراسم جایزهٔ صلح نوبل از ۱۹۰۵ تا ۱۹۴۶ در مؤسسهٔ نوبل نروژ، پس از آن در ابتدا در دانشگاه اسلو، و از سال ۱۹۹۰ در عمارت شهرداری اسلو برگزار شده است. سایر مراسم‌های اهدای جوایز از سال ۲۰۰۵ در تالار کنسرت استکهلم برگزار شده‌اند.
هر سال هر یک از جوایز حداکثر به سه نفر اهدا می‌شود. هر جایزه عبارت است از یک مدال طلا، یک دیپلم افتخار، و مبلغی پول. در حال حاضر، مبلغ اهدایی در حدود ۱۰ میلیون کرون سوئد (اندکی بیش از یک میلیون یورو یا ۱٫۳ میلیون دلار آمریکا) است. اصولاً اهدای این مبلغ با این هدف صورت گرفته که برندگان نوبل، به دور از فشار تأمین هزینه‌ها، به کار و پژوهش ادامه دهند. اما واقعیت این است که بسیاری از برندگان، پیش از دریافت این مبلغ بازنشسته می‌شوند. اگر در یک گروه دو نفر برنده شوند، مبلغ یادشده میان دو نفر نصف می‌شود. اگر شمار برندگان سه نفر باشد، کمیتهٔ اهدای جوایز مختار است که این مبلغ را به‌طور برابر میان سه نفر تقسیم کند یا اینکه به یک از برندگان یک‌دوم و به هریک از دو نفرِ دیگر یک‌چهارم مبلغ مذکور را اهدا کند. معمولاً دریافت‌کنندگان این مبلغ، آن را برای اهداف علمی، فرهنگی، یا انسان‌دوستانه وقف می‌کنند.
از سال ۱۹۰۲، پادشاه سوئد، به‌جز جایزهٔ صلح نوبل، رسماً کلیهٔ جوایز را در استکهلم اهدا کرده است. پادشاه اسکار دوم، در ابتدا با اهدای جوایز بزرگ ملی به خارجی‌ها مخالف بود. اما گفته می‌شود پس از آنکه به ارزش تبلیغاتیِ این جوایز برای کشورش پی برد، نظرش عوض شد.
نخستین جایزهٔ صلح نوبل در سال ۱۹۰۱ توسط رئیس مجلس نروژ اهدا شد تا اینکه در سال ۱۹۰۴ کمیتهٔ نوبل نروژ تشکیل شد. پنج عضو این کمیته توسط استورتینگه (پارلمان نروژ) گمارده می‌شوند و انجام امور مقدماتیِ مربوط به داوری و نیز اهدای جایزهٔ صلح نوبل بر عهدهٔ این کمیته است. اعضای این کمیته مستقل هستند و به قانون‌گذاران پاسخگو نیستند. اعضای دولت نروژ حق عضویت در این کمیته را ندارند.

## وصیت نوبل
پایه‌گذاری جوایز نوبل در پی وصیت آلفرد نوبل شیمی‌دان، کارآفرین سوئدی و مخترع دینامیت صورت گرفت. آلفرد نوبل در طول زندگی‌اش چندین وصیت‌نامه نوشت. آخرین وصیت‌نامه وی در ۲۷ نوامبر سال ۱۸۹۵ اندکی بیش از یکسال قبل از مرگش نوشته شد. او در ۲۷ نوامبر سال ۱۸۹۵ وصیت‌نامه مذکور را در باشگاه سوئد-نروژ پاریس امضا کرد. اختراع نوبل مستقیماً در ساخت مواد منفجره مورد استفاده قرار گرفت و او از استفاده نظامی از اختراعش به شدت ناراحت بود. گفته می‌شود در آن زمان، یک روزنامه فرانسوی به مناسبت مرگ لودویگ برادر نوبل، به اشتباه یک اعلامیه‌های درگذشت کودکان را به چاپ رساند و در آن آلفرد نوبل را «سوداگر مرگ» لقب داد؛ نوبل با خواندن این مطلب تصمیم گرفت که آخرین وصیت‌نامه خود را بنویسید. بر اساس این وصیت‌نامه، نوبل ۹۶ درصد از ثروت خود را به پایه‌گذاری مراسم اهدای پنج جایزه اختصاص داد:
 کلیه دارایی‌های نقدشدنی اینجانب باید صرف امور زیر شود:
 این سرمایه باید توسط مجریان وصیتنامه اینجانب، برای خرید اوراق بهادار مطمئن سرمایه‌گذاری شود تا از سود آن هر ساله به افرادی که در سال‌های آینده به حال بشریت بهترین بهره‌ها را به ارمغان می‌آورند جوایزی اعطا شود. سود حاصل از سرمایه مذکور باید به پنج قسمت مساوی تقسیم شده و به پنج مورد زیر اختصاص یابد: یک قسمت به شخصی که به مهم‌ترین کشف یا اختراع در زمینه فیزیک دست زده باشد؛ یک قسمت به شخصی که به مهم‌ترین کشف یا پیشرفت در زمینه شیمی دست زده باشد؛ یک قسمت به شخصی که به مهم‌ترین کشف در زمینه فیزیولوژی یا پزشکی دست زده باشد؛ یک قسمت به شخصی که در عرصه ادبیات باارزش‌ترین اثر را با گرایشی آرمان‌گرایانه خلق کرده باشد؛ و یک قسمت به شخصی که برای ایجاد برادری در میان ملت‌ها و انحلال یا کاهش نیروهای نظامی یا برگزاری یا حمایت از همایش‌های صلح‌طلبانه بزرگ‌ترین و بهترین کار را انجام می‌دهد.

جوایز فیزیک و شیمی باید توسط فرهنگستان علوم سوئد؛ جوایز فیزیولوژی و پزشکی توسط مؤسسه کارولین در استکهلم؛ جوایز ادبیات توسط فرهنگستان استکهلم و جوایز قهرمانان صلح توسط کمیته‌ای که توسط استورتینگ انتخاب شده اهدا شوند. خواسته آشکار من این است که در اهدای این جوایز، ملیت شخص مورد توجه قرار نگیرد تا صرفنظر از آنکه او اهل اسکاندیناوی است یا نه، شایسته‌ترین فرد این جایزه را دریافت کند. 

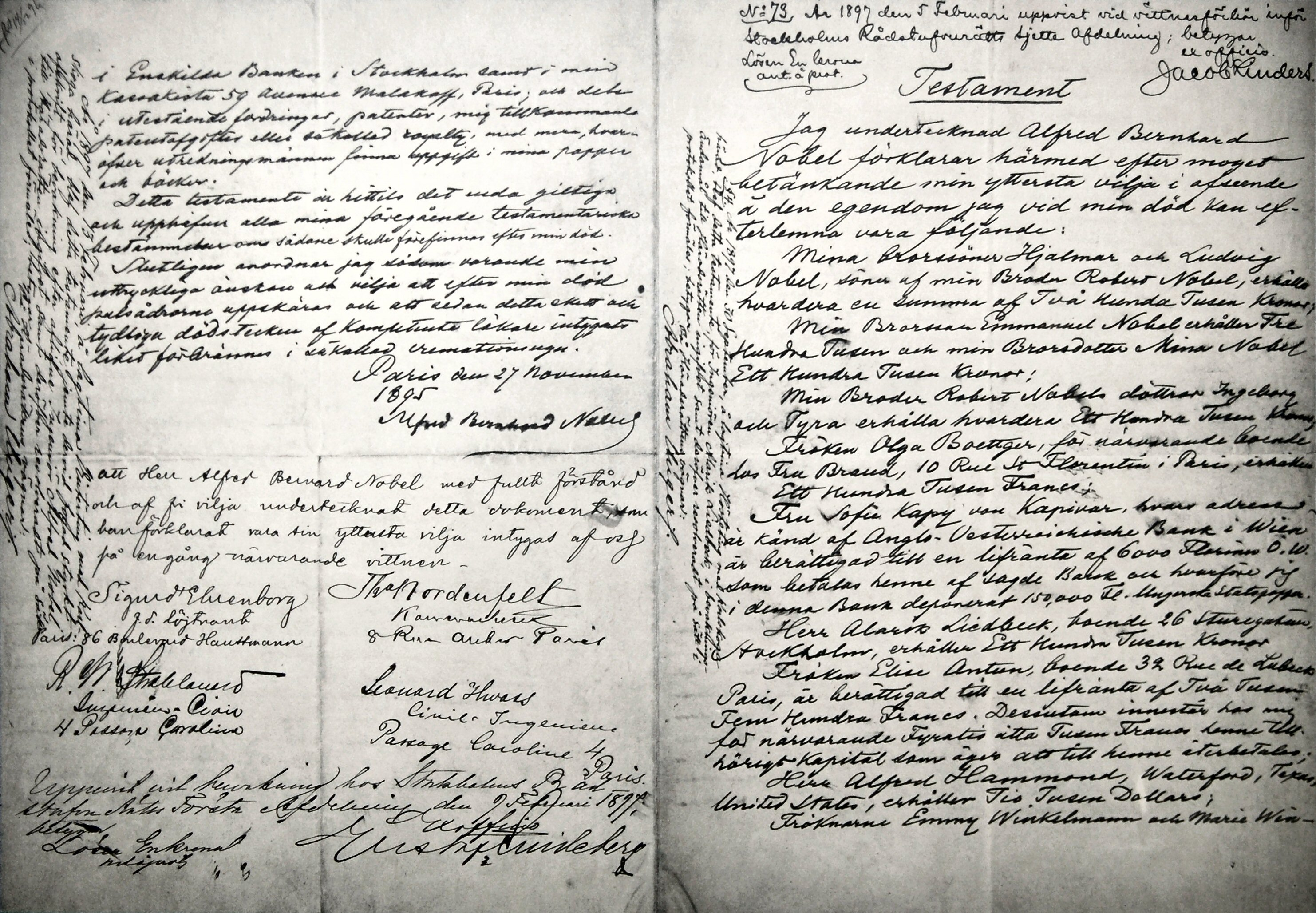
وصیت‌نامه آلفرد نوبل در ۲۵ نوامبر ۱۸۹۵ که در آن خواسته ۹۴٪ دارایی او را برای ایجاد بنیاد نوبل خرج کنند.

## روند پیشنهاد نامزد و انتخاب برنده
در مقایسه با سایر جوایز، روند پیشنهاد نامزد و انتخاب برنده جوایز نوبل طولانی و موشکافانه است. به همین دلیل است که در گذر سال‌ها، جوایز نوبل به مهم‌ترین و معتبرترین جوایز در نوع خود تبدیل شده است.
فرم‌هایی که به منزله دعوتنامه‌های شخصی و اختصاصی است، به ۳۰۰۰ شخص منتخب ارسال می‌شوند تا از آن‌ها برای اعلام نامزدی دعوت به عمل آید. برای نمونه بنیاد نوبل اعلام کرده است که در مورد جایزه صلح ممکن است افراد زیر نامزد شوند:
- اعضای مجامع ملی و دولت‌های کشورها
- اعضای دادگاه‌های بین‌المللی
- رؤسای دانشگاه‌ها
- استادان علوم اجتماعی، تاریخ، فلسفه، حقوق و الهیات
- رؤسای موسسات تحقیقات صلح و موسسات سیاست خارجی
- افرادی که جایزه صلح نوبل را دریافت کرده‌اند
- اعضای هیئت مدیره سازمان‌هایی که جایزه صلح نوبل دریافت کرده‌اند
- اعضای فعال یا اعضای سابق کمیته نوبل نروژ
- مشاورانی که سابقاً توسط کمیته نوبل نروژ منصوب شده‌اند

برای جوایز دیگر نیز، این شرایط حکمفرما هستند.
مهلت دقیق اعلام نامزدی ۳۱ ژانویه است.
اعلام نامزدی توسط خود شخص از درجه اعتبار ساقط است. همچنین افرادی که زنده هستند می‌توانند نامزد دریافت این جایزه شوند.
برخلاف بسیاری جوایز دیگر، نامزدهای دریافت جایزه نوبل به‌طور علنی معرفی نشده و هرگز به آن‌ها اعلام نمی‌شود که آن‌ها برای دریافت جایزه مورد نظر هستند. موارد ثبت شده به مدت پنجاه سال مهروموم می‌شوند.
پس از پایان مهلت اعلام نامزدی، یک کمیته موارد نامزدی را جمع‌آوری می‌کند تا به فهرست اولیه‌ای که از ۲۰۰ نامزد تشکیل شده برسد. این فهرست برای کارشناسان منتخب در حوزه کار هر یک از نامزدها فرستاده می‌شود تا اینکه فهرست مذکور به ۱۵ نامزد نهایی محدود شود. پس از آن گزارشی را به پیوست نظرات مربوط تهیه می‌کند و آن را به آکادمی یا بر حسب زمینه جایزه به دیگر نهاد مربوط می‌فرستد. برای روشن‌تر شدن حد و اندازه‌ای این موسسات، مجمع جایزه پزشکی ۵۰ عضو دارد. اعضای مؤسسه تشکیل جلسه می‌دهند و برای انتخاب برنده(ها) جایزه رای‌گیری می‌کنند.
روند انتخاب برنده نهایی در بین زمینه‌های گوناگون اندکی با هم متفاوت است. برای نمونه در ادبیات به ندرت به بیش از یک نفر جایزه اهدا می‌شود. اما سایر جایزه‌ها معمولاً برای چند نام در نظر گرفته می‌شوند.

## عدم گزینش نامزدهای درگذشته
انتخاب افراد درگذشته به عنوان برنده جایزه مجاز نیست. گاهی با استناد به این واقعیت که برخی افراد که لایق دریافت جایزه نوبل بوده‌اند به خاطر اینکه پیش از مرگشان نامزد دریافت این جایزه نشده‌اند، انتقاداتی صورت گرفته است. در دو مورد جایزه نوبل به افراد درگذشته که در هنگام نامزد شدن زنده بوده‌اند اهدا شده است. این دو مورد داگ هامرشولد دبیرکل سازمان ملل متحد (۱۹۶۱، جایزه صلح) و اریک آکسل کارلفلدت (۱۹۳۱، ادبیات) هستند که به هر دوی آن‌ها در همان سالی که درگذشتند جایزه اهدا شد.
از سال ۱۹۷۴ به بعد، به افراد درگذشته جایزه اهدا نشده است. ویلیام ویکری (۱۹۹۶، اقتصاد) پیش از آنکه جایزه را دریافت کند درگذشت و این مسئله پس از آن بود که برنده شدن وی اعلام شده بود. در سال ۲۰۱۱ با وجود اینکه رالف ام اشتاینمن پیش از اعلام نام برندگان نوبل پزشکی درگذشت ولی به عنوان برنده این جایزه معرفی شد. گویا کمیته نوبل نمی‌دانست که وی سه روز قبل درگذشته است. در این مورد استثناء قائل شدند و وارثان او به‌جای وی جایزه را دریافت کردند.

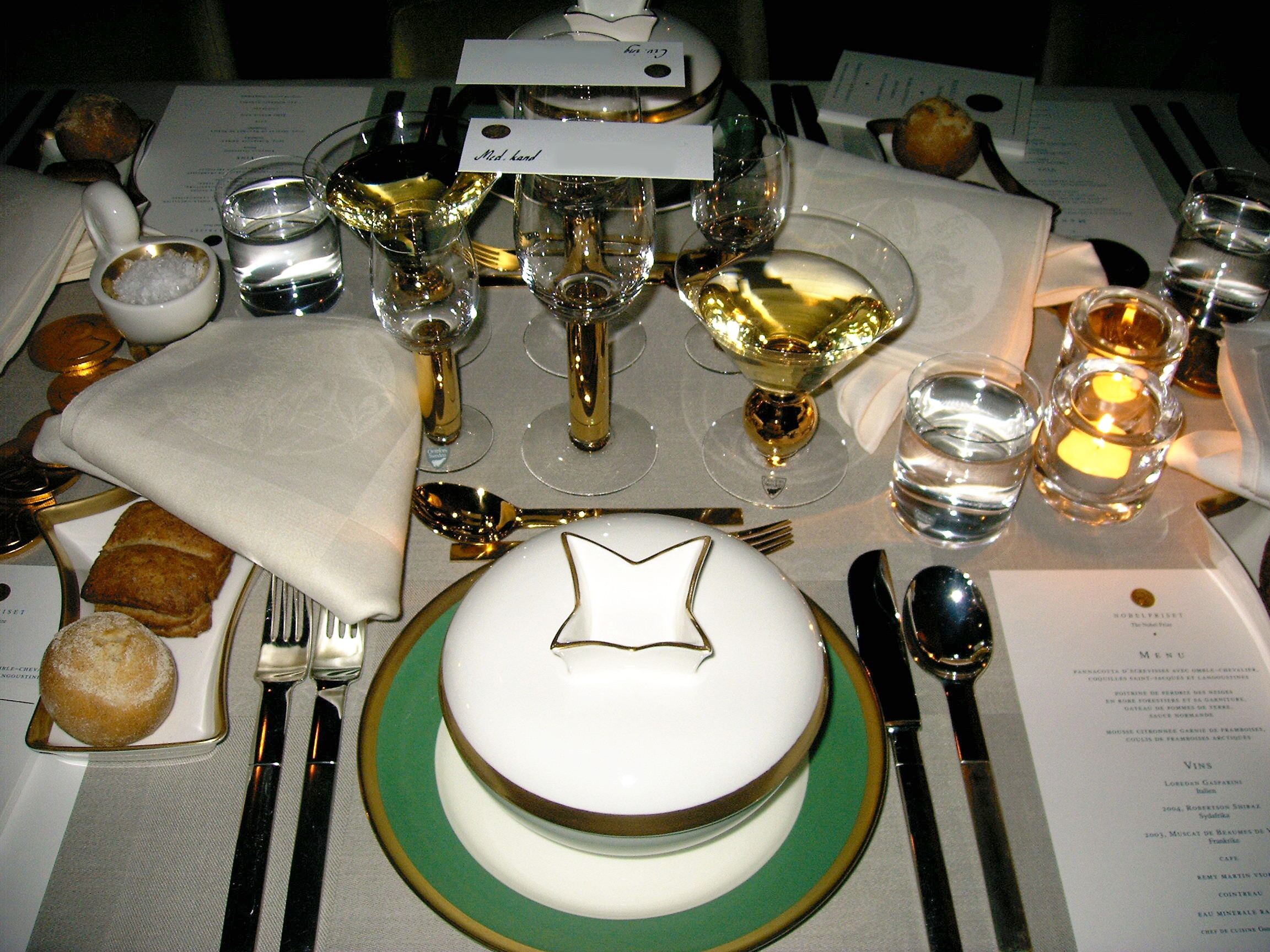
میز پذیرایی شام در مراسم نوبل

## انتقادها به اهدای جوایز
در طی سال‌ها، افرادی که معتقدند توافقات رسمی و تأیید اسامی از موفقیت‌های واقعی در روند تصمیم‌گیری در مورد اینکه جایزه باید به چه کسی اهدا شود مهم‌تر است جوایز نوبل را مورد انتقاد قرار داده‌اند.

### جنگ ویتنام
یکی از بدترین موارد در سال ۱۹۷۳ رخ داد که در آن هنری کیسینجر و له دوک تو به خاطر بازگرداندن صلح به ویتنام به‌طور مشترک برنده جایزه صلح نوبل شده بودند و این در حالی بود که جنگ ویتنام همچنان ادامه داشت. له دوک تو با این استدلال که صلح هنوز محقق نشده است از دریافت جایزه خودداری کرد.

### ماهاتما گاندی
در فاصله سال‌های ۱۹۳۷ تا ۱۹۴۸، ماهاتما گاندی پنج بار نامزد دریافت جایزه نوبل شد اما هیچ‌گاه جایزه‌ای دریافت نکرد. تحقیقات نشان می‌دهد که مقامات مسئول قصد داشتند در سال ۱۹۴۸جایزه نوبل را به وی اهدا کنند. با این حال وی در همان سال ترور شد. گفته می‌شود کمیته در همان سال برای وی جایزه پس از وفات در نظر گرفت. اما سرانجام این تصمیم را منتفی کرد و در عوض تصمیم گرفت که در آن سال جایزه نوبل را به هیچ‌کس اهدا نکند.

### محدودیت تعداد دریافت‌کنندگان
یکی دیگر از نقاط مورد اختلاف، قوانین سختگیرانه‌ای است که با ارائه هم‌زمان جایزه به بیش از سه نفر مخالفت می‌کند. در مواردی که جایزه برای ارج نهادن به موفقیت کار تیمی که بیشتر از سه نفر است در نظر گرفته می‌شود، ناگزیر یک یا چند نفر از دریافت جایزه محروم می‌شوند. برای نمونه در سال ۲۰۰۲، جایزه‌ای که به دلیل پیشرفت‌های صورت گرفته در زمینه طیف‌سنجی توده‌ای در شیمی پروتئین به کویچی تاناکا و جان فن اهدا شد تلاش‌های فرانس هیلن‌کامپ و مایکل کاراس را از مؤسسه شیمی فیزیک و نظریه‌ای دانشگاه گوته فرانکفورت را به رسمیت نشناخت.

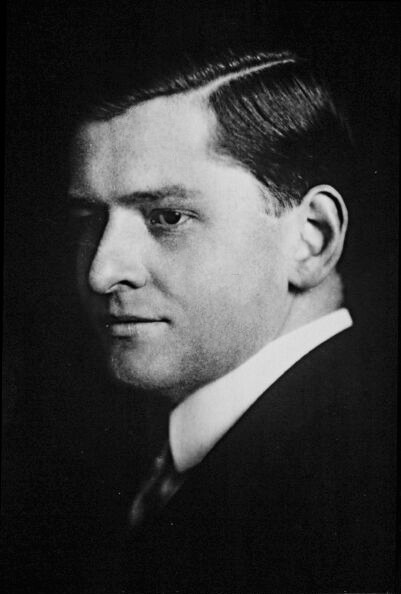
ریشارد کون که به دستور هیتلر مجبور شد جایزه نوبل ۱۹۳۸ خود را پس دهد.

### عدم ارائهٔ جوایز به اشخاص درگذشته
همچنین، قانون عدم ارائه جوایز به اشخاص درگذشته، اغلب موفقیت‌های کسانی را که پیش از دریافت جایزه در پیشبرد آن رویداد علمی خاص همکاری داشته‌اند را به رسمیت نمی‌شناسد. برای نمونه در سال ۱۹۵۳، روزالیند فرانکلین در کشف ساختار دی‌ان‌ای به پیشرفت‌های مهمی رسید/ اما وی در سال ۱۹۵۸ در پی ابتلا به سرطان تخمدان درگذشت و در سال ۱۹۶۲ جایزه نوبل به فرانسیس کریک، جیمز واتسون و موریس ویلکینز (یکی از همکاران فرانکلین) اهدا شد.

### نوبل شیمی سال ۲۰۰۰
همچنین جایزه نوبل شیمی در سال ۲۰۰۰ برای «کشف و پرورش پلیمرهای آلی رسانا»، اکتشاف پلیمرهای درهم تنیده انتقال شارژی با همان سطح رسانایی بالا، که قبلاً کشف آن توسط ویس و همکاران در گزارش وی در سال ۱۹۶۳ در مورد رسانایی بالای پلی‌پیرول اکسید شده ید دار شده و نیز گزارش قبلی وی در مورد یک ابزار الکترونیکی آلی با رسانایی بالا اعلام شده بود را نادیده گرفت.

### نوبل فیزیک سال ۲۰۰۵
جایزه نوبل فیزیک در سال ۲۰۰۵ و به ویژه برنده شناختن روی جی. گلوبر و برنده ندانستن ای سی جورج سودارشان انتقادات فراوانی را به همراه آورد. درحالی‌که نقل قول‌های ارئه شده در مقاله گلابر در سال ۱۹۶۳ نشان می‌دهند که کار وی از منابع بیشتری بهره برده، اما کاملاً روشن است که مقاله‌های هر دو فیزیکدان، در زمینه نورشناخت کوانتومی و فرضیه همگرایی نور تأثیر بسزایی داشته است. در این مورد نیز درگذشت لن ماندل و دان والز که به پیشبرد موارد مذکور کمک‌های فراوانی کرده بودند، باعث شد این دانشمندان نیز از گردونه حذف شوند.

## نبود جایزهٔ ریاضیات
فرضیه‌های فراوانی برای اینکه چرا نوبل برای ریاضیات جایزه‌ای در نظر نگرفت ارائه شده‌اند. در وصیت‌نامه نوبل از ارائه جوایز به آن دسته از «اکتشافات و اختراعاتی» صحبت به میان آمده که برای نوع بشر در عمل بیشترین فایده را داشته‌اند و احتمالاً جنبهٔ عملی این کارها بیش از جنبه تئوریک آن مورد نظر بوده است. در نتیجه، ریاضیات علمی نبود که به حال بشریت فایده‌ای عملی داشته باشد. چیزی که اساس تشکیل بنیاد نوبل را تشکیل می‌داد.
یک دلیل احتمالی دیگر این بود که پیش از آن در اسکاندیناوی یک جایزه مشهور برای ریاضیات وجود داشت. جوایزی که در آن زمان در زمینه ریاضیات داده می‌شد، عمدتاً به دلیل تلاش‌های گوستا میتاگ-لفلر (Gösta Mittag-Leffler) بنیان‌گذار نشریه «اکتا متمتیکا» بود. این نشریه پس از گذشت یک قرن همچنان یکی از مهم‌ترین نشریات ریاضی در جهان است. او با استفاده از نفوذ خود در استکهلم، شاه اسکار دوم را متقاعد کرد تا رقابت‌های جایزه‌داری را ترتیب داده و از ریاضی‌دانان برجسته سراسر اروپا از جمله هرمیت، برتراند، ویرستراس و پوینکار تقدیر به عمل آورد.
حتی گفته می‌شود دلیل آنکه نوبل از ارائه جایزه به ریاضیات خودداری کرد این بود که همسرش با میتاگ لفلر روابط نامشروع داشت. البته این داستان یک دروغ محض است زیرا نوبل هیچگاه ازدواج نکرده بود.
در سال ۲۰۰۱، دولت نروژ ارائه جایزه آبل را در زمینه ریاضیات آغاز کرد تا جای خالی جایزه ریاضی نوبل را پر کند. جایزه شاو نیز که اهدای آن در سال ۲۰۰۴ آغاز شده و به جایزه نوبل شباهت دارد در زمینه علوم ریاضی داده می‌شود. مدال فیلدز اغلب به «جایزه نوبل ریاضی» تشبیه می‌شود. اما از آنجا که این جایزه به ریاضیدانان زیر چهل سال محدود می‌شود این مقایسه چندان مناسب نیست.
جایزه کرافورد در زمینه ریاضی، مانند جوایز علمی نوبل، توسط آکادمی سلطنتی سوئد اعطا می‌شود. به‌طور کلی، این جایزه معادل جوایز علمی نوبل است.

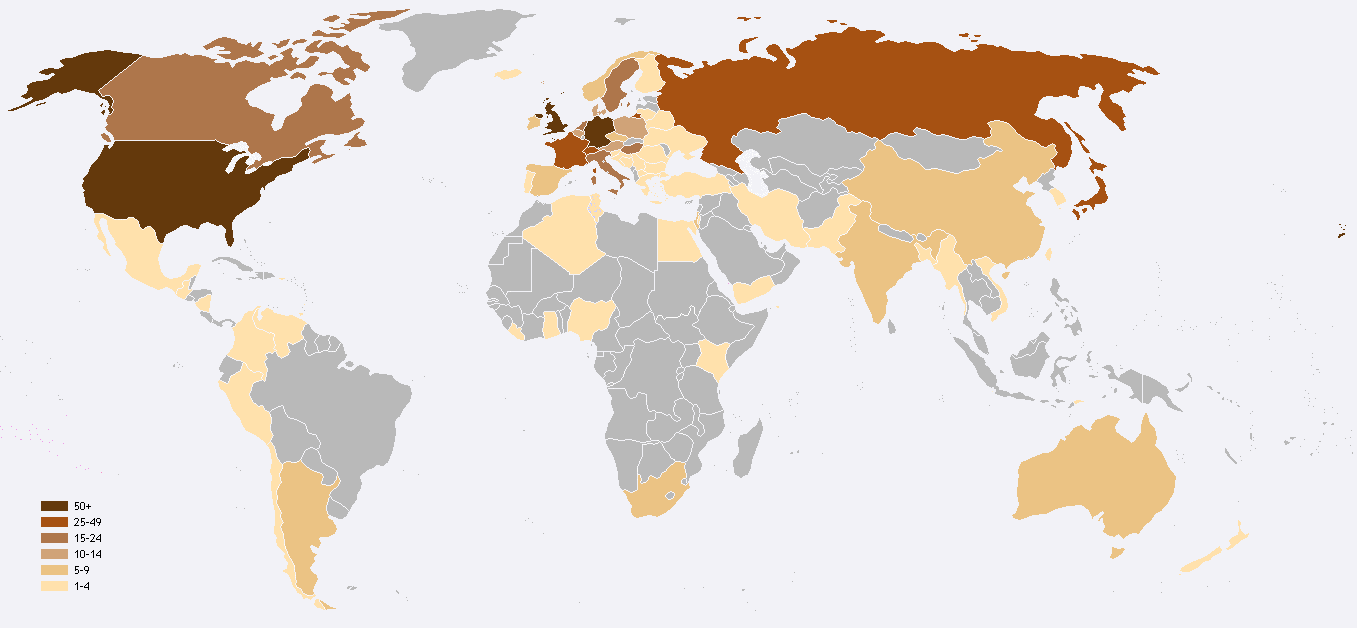
دسته‌بندی کشورهای جهان بر اساس تعداد دفعات دریافت جایزه نوبل

## دانستنی‌ها
در تاریخ جوایز نوبل تنها چهار نفر بوده‌اند که دو بار موفق به دریافت جایزه شده‌اند. این افراد عبارتند از:
ماری اسکودوسکا کوری
فیزیک [۱۹۰۳]: کشف رادیو اکتیویته
شیمی [۱۹۱۱]: انزوای رادیوم خالص
لینوس کارل پاولینگ
شیمی [۱۹۵۴]: نظریه اوربیتال به‌هم‌آمیخته
صلح [۱۹۶۲]:عمل‌گرایی پیمان منع جزئی آزمایش هسته‌ای 
جان باردین
فیزیک [۱۹۵۶]: اختراع ترانزیستور
فیزیک [۱۹۷۲]: نظریه ابررسانایی
فردریک سانگر
شیمی [۱۹۵۸]: ساختار مولکول انسولین
شیمی [۱۹۸۰]: توالی ویروس نوکلئوتید
کارل شارپلس

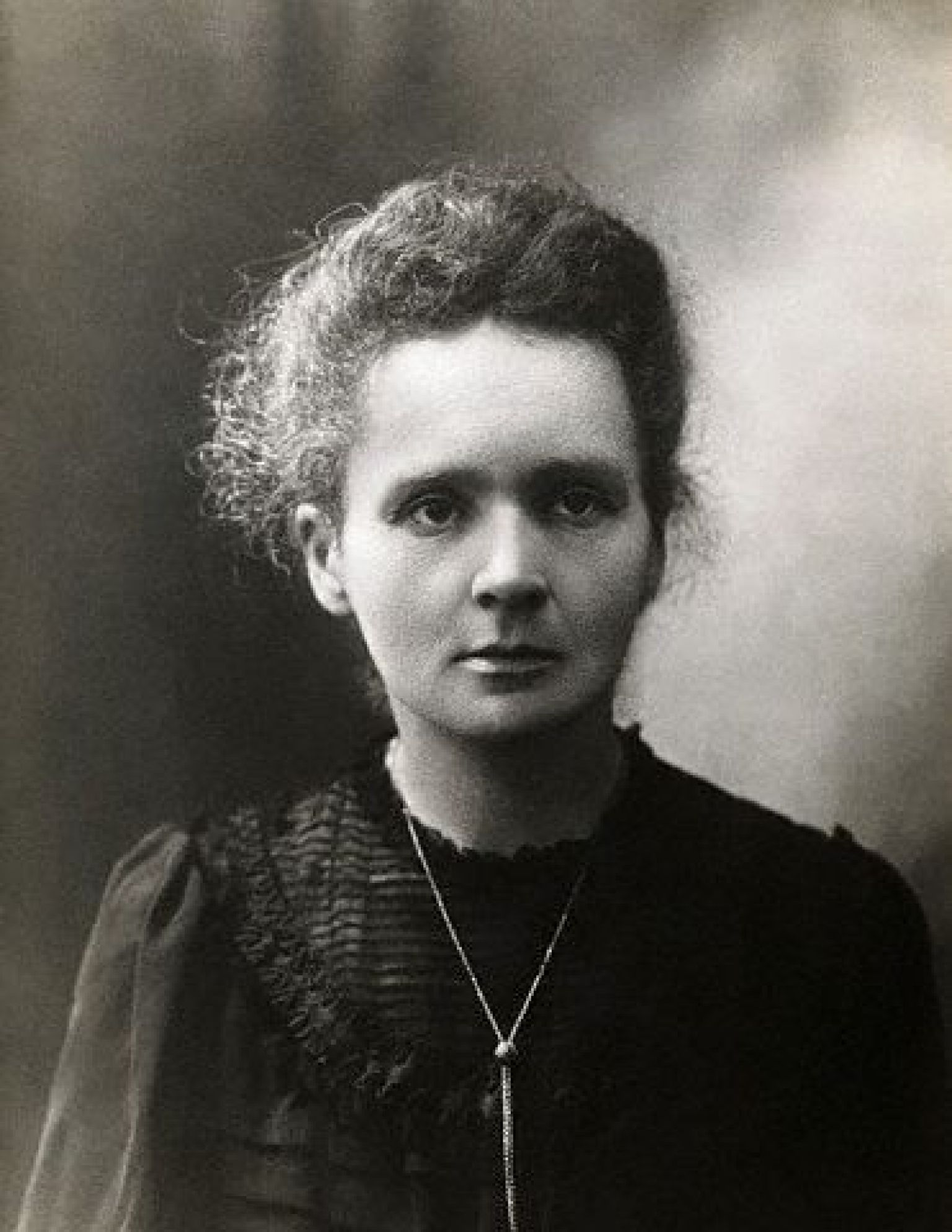
ماری کوری نخستین کسی که دو بار برنده جایزه نوبل شد

شیمی [۲۰۰۱]: کار دربارهٔ واکنش‌های اکسیداسیون فعال شده توسط کاتالیزهای کایرال
شیمی [۲۰۲۲]: توسعه کلیک شیمی و شیمی بیواورتوگونال
علاوه بر این، کمیته بین‌المللی صلیب سرخ در سال‌های ۱۹۱۷، ۱۹۴۴ و ۱۹۶۳ جایزه صلح نوبل را دریافت کرد.
دو جایزه اول، به‌طور ویژه به خاطر تلاش‌های این گروه در طی جنگ‌های جهانی اعطا شدند.
تنها خواهر-برادرانی که برنده جایزه نوبل شدند یان تینبرگن (اقتصاد ۱۹۶۹) و برادر کوچکترش نیکلاس تینبرگن (پزشکی، ۱۹۷۳) بودند.
تاکنون دو نفر برنده هر دو جایزه اسکار و نوبل بوده‌اند. جورج برنارد شاو از ایرلند در سال ۱۹۲۵ جایزه ادبیات نوبل و در سال ۱۹۳۸ به خاطر بهترین بازی روی صحنه، جایزه اسکار را به خود اختصاص داد و ال گور آمریکایی که در سال ۲۰۰۷ نوبل صلح را به خاطر تلاش برای پایان جنگ عراق و در فوریه ۲۰۰۸ اسکار بهترین فیلم مستند برای کارگردانی فیلم یک حقیقت ناراحت‌کننده را به دست آورد.

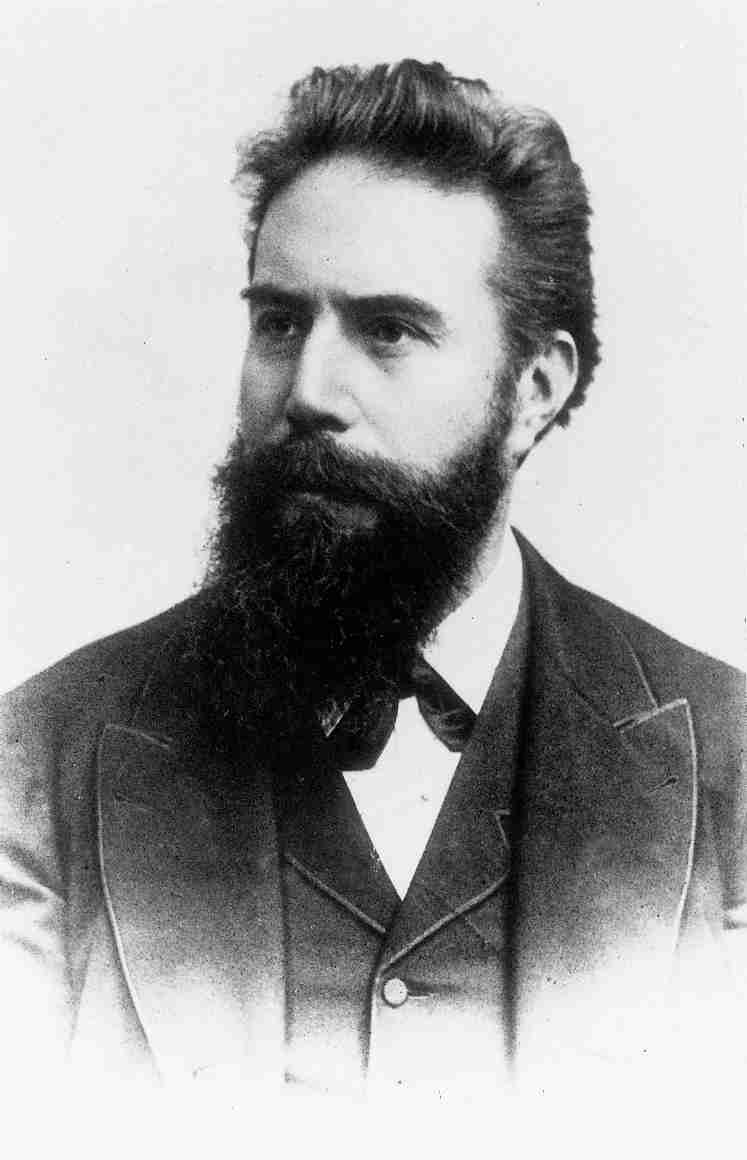
ویلهلم رونتگن نخستین دریافت‌کننده جایزه نوبل فیزیک به دلیل کشف پرتو ایکس

## عدم اهدای نوبل ادبیات در سال ۲۰۱۸
در سال ۲۰۱۸ آکادمی سوئد اعلام کرد که پس از ۷۵ سال، برای نخستین بار، نوبل ادبیات را در این سال اهدا نمی‌کند. این مسئله به‌خاطر ارتباط آکادمی سوئد با مردی به نام ژان-کلود آرنو است که به‌عنوان شخصیتی فرهنگی در سوئد شناخته می‌شود اما متهم به آزار جنسی یا سوءاستفاده جنسی از ۱۸ زن شده و حالا همسر او نامزد جایزه ادبیات شده است؛ بنابراین در سال ۲۰۱۸ جایزهٔ نوبل ادبیات اهدا نخواهد شد تا آکادمی بتواند با نتایج بی‌سابقهٔ این مسئله کنار بیاید.
رئیس هیئت‌مدیرهٔ بنیاد نوبل، اظهار داشت که: «با وجود تأثیرهایی منفی این موضوع بر اعتبار جایزهٔ ادبی نوبل، این مسائل بر اهدای جوایز دیگر نوبل در سال ۲۰۱۸ تأثیر نخواهند گذاشت.»
جایزه نوبل ادبیات ۲۰۱۸ در سال ۲۰۱۹ به اولگا توکارچوک، نویسنده لهستانی، اهدا شد.

## درخواست سلب صلاحیت
در آوریل ۲۰۱۸ صدها نویسنده و مدرس دانشگاه در سوئد به‌شدت به آکادمی نوبل تاختند و گفتند که این نهاد، دیگر برای اعطای این جایزه صلاحیت ندارد. آن‌ها این نهاد را به فساد مالی و پارتی‌بازی، اعطای جوایز نوبل اقتصاد به اقتصاددانان نئولیبرال، چشمگیر بودن شمار دانشمندان آمریکایی در بین دیگر برندگان، عدم اعطای جوایز به زنان دانشمند متهم کردند و در آخرین مورد، اهدای جایزه به پائولو ماکیارینی اشاره کردند.

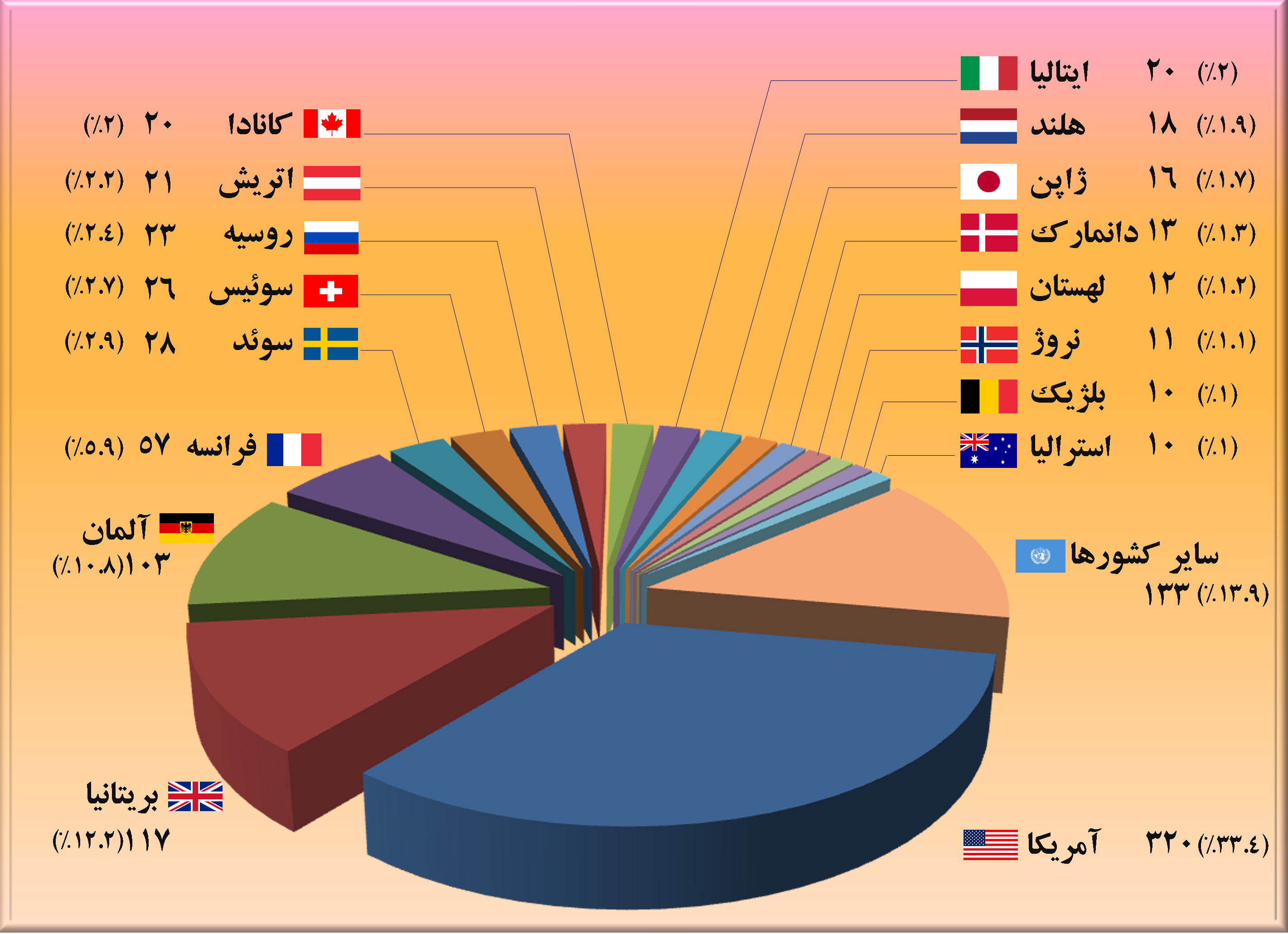
نمودار توزیع جوایز کل نوبل بر حسب کشورها تا سال ۲۰۱۰. تعداد جوایز و سهم تقریبی از کل جوایز اعطاشده برای هر کشور نیز قید شده است.

#### کتاب‌ها
- Abrams, Irwin (2001). The Nobel Peace Prize and the Laureates. Watson Publishing International. ISBN 978-0-88135-388-4.
- Crawford, Elizabeth T. (1984). The Beginnings of the Nobel Institution – The Science Prizes, 1901–1915 (First ed.). Maison des Sciences de l'Homme & انتشارات دانشگاه کمبریج. ISBN 978-0-521-26584-3.
- Feldman, Burton (2001). The Nobel prize: a history of genius, controversy, and prestige. Arcade Publishing. ISBN 978-1-55970-592-9.
- Gribbin, John (1985). In Search of Schrödinger's Cat: Quantum Physics and Reality. Corgi. ISBN 978-0-552-12555-0.
- Jones, Brenn (2003). Learning about love from the life of Mother Teresa. PowerKids Press. ISBN 978-0-8239-5777-4.
- Levinovitz, Agneta Wallin (2001).  Nils Ringertz (ed.). The Nobel Prize: The First 100 Years. Imperial College Press and World Scientific Publishing. ISBN 978-981-02-4664-8.
- Leroy, Francis (2003). A century of Nobel Prizes recipients: chemistry, physics, and medicine. CRC Press. ISBN 978-0-8247-0876-4.
- Shalev, Baruch Aba (2005). 100 years of Nobel prizes (Third ed.). The Americas Group. ISBN 978-0-935047-37-0.
- Sohlman, Ragnar (1983). The Legacy of Alfred Nobel – The Story Behind the Nobel Prizes. The Nobel Foundation.
- Söderlind, Ulrica (2010). The Nobel Banquet. World Scientific Publishing. doi:10.1142/7789. ISBN 978-981-4313-11-7.
- Wilhelm, Peter (1983). The Nobel Prize. Springwood Books. ISBN 978-0-86254-111-8.

## برای مطالعهٔ بیشتر
- Pais, Abraham (1983). Subtle is the Lord: The Science and the Life of Albert Einstein (Third ed.). Oxford University Press. ISBN 978-0-19-520438-4. OCLC 8195995.